# Torre Fulton
A Torre Fulton (em inglês:  Fulton Tower) é uma torre do século XVI atualmente em ruínas localizada em Bedrule, Scottish Borders, Escócia.

## História
Em 1570, Margaret Hume de Cowdenknowes fixou residência nas terras de Fulton antes de casar com William Turnbull.
Encontra-se classificado na categoria "B" do "listed building" desde 16 de março de 1971.

## Estrutura
A torre mede 6,7 metros por 9,1 metros.